# Gaunersprache
Eine Gaunersprache ist eine Sondersprache, die unter Gaunern und Landstreichern oder in ähnlichen sozialen Randgruppen als Geheimsprache verwendet wird. Eine Gaunersprache unterscheidet sich im Wortschatz erheblich von der Standardsprache, auf der sie beruht.
Als deutsche Gaunersprache gilt das Rotwelsche.

## Gaunersprachen
Europa, im Umfeld romanischer Sprachen
- auf Basis des Französischen: Argot, Javanais, Louchébem, Verlan
- auf Basis des Spanischen: Gacería, Germanía
- auf Basis weiterer iberoromanischer Sprachen: Barallete und Fala dos arxinas (Basis: Galicisch), Bron (Basis: Leonesisch und Asturisch), Xíriga (Basis: Asturisch)

Europa, im Umfeld germanischer Sprachen
- auf Basis des Deutschen: Rotwelsch, Henese Fleck
- auf Basis des Englischen: Cant, Polari
- auf Basis des Jiddischen: Klezmer-loshn
- auf Basis des Niederländischen: Bargoens

Europa, im Umfeld slawischer Sprachen
- auf Basis des Bulgarischen: Meshterski
- auf Basis des Polnischen: Grypsera
- auf Basis des Russischen: Fenya
- auf Basis des Serbischen: Banjački

Südamerika
- Lunfardo auf Basis des Spanischen (in Argentinien und Uruguay)

Afrika
- Camfranglais auf Basis des Französischen (in Kamerun)